# حج قران
حج بر سه نوع تَمتُّع، قِران و اِفراد است. به اعتقاد شیعه حج قِران و اِفراد به ساکنان مکه اختصاص دارد. به همراه داشتن قربانی هنگام مُحرِم شدن  ویژگی این نوع حج است. فقیهان اهل سنت، با ارائه تعریفی متفاوت از اصطلاح حج قِران، آن را به معنای احرام همزمان به حج و عمره یا احرام به عمره در ماه‌های حج و احرام به حج در حال احرام عمره، قبل از طواف عمره، می‌دانند. در برخی منابع تفسیری اهل سنت، از حج قران به حج اکبر تعبیر شده‌است. حنفیان، حج قِران را برترین نوع حج می‌دانند. در حالی که عموم فقیهان امامی، انجام حج قران برابر با تعریف اهل سنت را باطل می‌دانند.

## تعریف
قِران در لغت به معنای نزدیک شدن و همراه شدن دوچیز با هم یا ریسمانی که به وسیله آن دو چیز را بهم نزدیک می‌کنند؛ آمده‌است.

## پیشینه
پیامبرانی همچون آدم، ابراهیم، موسی، سلیمان و شمار دیگری از پیامبران، در حج خود، قربانی به همراه داشته‌اند. اعراب جاهلی برای قربانی حج خود حیوانی، به ویژه شتر، را همراه خود حرکت داده و در موسم حج آن را قربانی می‌کردند.
بر پایه منابع حدیثی شیعه و اهل سنت، پیامبر در حجة الوداع همراه خود ۱۰۰ شتر را برای قربانی آورده بود شیعه و حنفیان، حجة الوداع را، حج قران - اما با تعاریفی متفاوت - می‌دانند.